# Tityus rupestre
Espèce
Tityus rupestre est une espèce de scorpions de la famille des Buthidae.

## Distribution
Cette espèce est endémique du Goiás au Brésil.

## Publication originale
- Lourenço, 2019 : « New insights on the scorpion species of the "Tityus trivittatus group" of subgenus Tityus C.L. Koch, 1836 (Scorpiones: Buthidae). » Revista Ibérica de Aracnología, no 34, p. 119-125.